# Emmelichtiden
Emmelichtiden (Emmelichthyidae) zijn een familie van straalvinnige vissen uit de orde van Baarsachtigen (Perciformes).

## Geslachten
- Emmelichthys Richardson, 1845
- Erythrocles Jordan, 1919
- Plagiogeneion Forbes, 1890